# Lio
Vanda Maria Ribeiro Furtado Tavares de Vasconcelos (Mangualde, 17 de junio de 1962), más conocida por su nombre artístico Lio, es una cantante y actriz luso-belga. Fue un ícono del pop en Francia y Bélgica durante la década de 1980. Es conocida principalmente por sus canciones Le Banana Split (1979), Amoureux solitaires (1980), Tétéoù ? dúo con Jacky (1984), Les brunes comptent pas pour des prunes (1986) y Fallait pas commencer (1987).

## Biografía
Vanda Maria Ribeiro Furtado Tavares de Vasconcelos nació en Mangualde, Portugal. Su abuelo Dino, un médico de militancia comunista, ayudó en el parto. Al crecer, Lio admiró a este hombre hasta pensar que era "inmortal". Su tía Tika eligió su nombre de nacimiento, Vanda. Cuando su padre fue llamado a luchar en el ejército portugués, la familia se trasladó a Mozambique. Sus padres se divorciaron y en 1968, Vanda se trasladó con su madre y padrastro a Bruselas, Bélgica, donde nació su hermana, la actriz Helena Noguerra.
Lio es medio hermana mayor de Helena Noguerra, y también tiene un hermano menor, llamado Victor.
En 1979, siendo estudiante en el Athénée royal Isabelle Gatti de Gamond en Bruselas, adoptó su nombre artístico, Lio, tomándolo de un personaje del cómic Barbarella, de Jean-Claude Forest.
En su adolescencia decidió ser cantante. En el centro de medios donde trabajaba su madre conoció a Jacques Duvall, quien se convertirá en su futuro productor. Ella se sintió alentada por el cantautor Jacques Duvall.

## Carrera musical

### 1980: Lio, "Le Banana split" y "Amoureux solitaires" éxito internacional
Conoció el éxito a los dieciséis con su primer sencillo, Le Banana split, que vendió más de dos millones de copias. Bajo el disfraz de la música infantil, Lio interpreta el papel de una Lolita con letras de doble sentido eróticos.
Después de este éxito, continuó con Sage comme une image, que alcanzó el 30 º de los singles más vendidos en Bélgica de habla holandesa. En el otoño de 1980, interpreta Amoureux solitaires (reprise de Lonely Lovers de Stinky Toys), que se convirtió en un gran éxito en Europa (no 1 en Francia y en Italia, no 2 en España, no 4 en Holanda, no 6 en Austria, no 11 en Alemania y no 14 en Bélgica de habla holandesa.) Su primer álbum, Lio, fue lanzado el mismo año, que también contiene el sencillo Amicalement vôtre.
Para su segundo álbum, Amour toujours, producido por Alain Chamfort, Lio ofrece títulos más melancólicos. Aunque usado por los sencillos La Reine des pommes y Zip a doo wah y a pesar de una importante promoción en la televisión, el álbum no tendría el mismo éxito que el primer álbum.
Étienne Daho, fanático de la cantante, la invitó en 1984 a poner su voz en su canción Week-end à Rome. Él escribió Cache-cache dans l'espace, publicado en el lado B del sencillo Tétéoù ? realizado a dúo con Jacky. Este último sencillo tuvo cierto éxito. Una compilación de sus primeros títulos fue publicada en 1985: The best of Lio.
Volvió a encontrar un gran éxito popular gracias al álbum Pop model, lanzado en 1986, llevado en particular por los títulos Les brunes comptent pas pour des prunes (producido por Alain Chamfort, su compañero de la época), Fallait pas commencer y Je casse tout ce que je touche. En mayo de 1987, provocó controversia al revelar que tenía 6 meses de embarazo en el Olympia. El programa sale en VHS bajo el título Lio nous fait une scène - Olympia 1987.
Al año siguiente, se lanzó el álbum Cancan, que incluía los sencillos Seules les filles pleurent y Tu es formidable. El álbum no tiene el éxito esperado que su álbum Model Pop.
Apareció en un programa publicitario en 1986 para una marca de alimentos, las sopas Maggi.

### 1990
La década de 1990 fue más difícil, a pesar de las prestigiosas colaboraciones con Étienne Daho para Des fleurs pour un caméléon publicado en 1991 y Boris Bergman en 1993.
En 1991, apodó el personaje de Goldie en la película de animación estadounidense Rock-o-rico  de Don Bluth. Ella canta dos canciones para la banda sonora de la película: Nage ou coule en dúo con Paul Ives y Plus rien sans elle con Eddy Mitchell.
En 1996 lanzó el álbum Wandatta que grabó en 1993. Lio luchó para lanzar este álbum que no fue lanzado hasta 1996 en Warner a cambio de su catálogo Peste of !. El álbum, considerado demasiado alejado del universo pop y sexy habitual del cantante, fue un fracaso comercial.
Lio fue a Cuba en 1997 para trabajar en un nuevo álbum en español. Titulado Picante, el álbum nunca fue lanzado. Sin embargo, Lio interpreta el título El amor en el programa de televisión Vue sur la mer, presentado por Maïtena Biraben .
Lio graba varios proyectos musicales, incluido un título promocional para Friskies titulado À la fête des animaux (escrito por Boris Bergman) y cubre la colección Les plus belles chansons française y la colección Les chantent publicada por Atlas Editions de 1996 a 1998.
En 1998 y 1999, se lanzaron dos nuevas compilaciones, Best of y Le Meilleur de Lio, en las que había dos pistas inéditas, Je ne sais pas dire oui y Roule (una remezcla del título que Ganja grabó en Cuba).
En septiembre de 1999, participa en el Folies Bergère en el musical Sept filles pour sept garçons, adaptación francesa de Jacques Roure y Christophe Marie de la película musical estadounidense Seven Brides For Seven Brothers de 1954.

### Los años 2000
Lio regresó en 2000 con un álbum dedicado a Jacques Prévert titulado Je suis comme ça, del cual fue responsable de una importante promoción televisiva con el sencillo Je suis comme je suis. El álbum anuncia el recital Lio chante Prévert, presentado en el Sentier des Halles en abril de 2001, en una puesta en escena de Caroline Loeb con Matthieu Gonet en el piano. El espectáculo se encuentra de gira en Francia y en países de habla francesa hasta 2006. Un gran éxito para Lio, quien asume su talento como intérprete.
Graba el título Le Journal d'un lutin, para el proyecto musical J'ai treize envies de chanter publicado en 2001.
En 2002, fue invitada a grabar dos pistas de dueto en el álbum Saisons, Anthologie vol. 1 por Pierre Rapsat.
También en 2002, Lio puso su voz en el título Noite e Ressaca para un dueto cantado en portugués y lanzado en el álbum AtlânticoBlues de Dan Inger.
En 2003, se unió a su hermana Héléna Noguerra en el proyecto de cuento musical L'Hérone au bain de Olivier Libaux. Ella interpreta a la amiga de la heroína allí, en el título La Recette de l'amour qui sort como solitaria.
Su éxito Le Banana split fue nuevamente un éxito en 2004, gracias a la versión de Sandra Lou, y su autobiografía Pop Model marcó un punto de inflexión en su carrera.
En 2005, fue con Doriand y Peter von Poehl a Suecia y Alemania para grabar su nuevo álbum Dites au prince charmant que apareció en enero de 2006. Ella interpreta el sencillo Les Hommes me vont si bien con Doriand en France 2 en el Tea or Coffee Show en febrero de 2006.
Al año siguiente, presentó el espectáculo Tout pour la musik, durante toda la temporada en compañía de Arnaud Delbarre, entonces director de Olympia. Se transmite en France 3 Nord-Pas-de-Calais, producida por Morgane Production, y se basa en el principio de live. El espectáculo está grabado en los cines de Roubaix y Lille.
Firmó en 2007 uno de los hit del verano con el miembro del grupo francés de rap TTC, Teki Latex, titulado Paris Les Matins, que ocupa el 14.º lugar de los títulos más vendidos en Francia. La canción está grabada en Je garde quelques images... pour mes vies postérieures
De 2008 a 2010, fue miembro del jurado de télé-crochet Nouvelle Star, junto a Philippe Maneuvre, André Manoukian y Sinclair (reemplazado por Marco Prince en 2010). Julien Doré la invita durante un bono para cantar un dueto con el título Les Bords de mer.

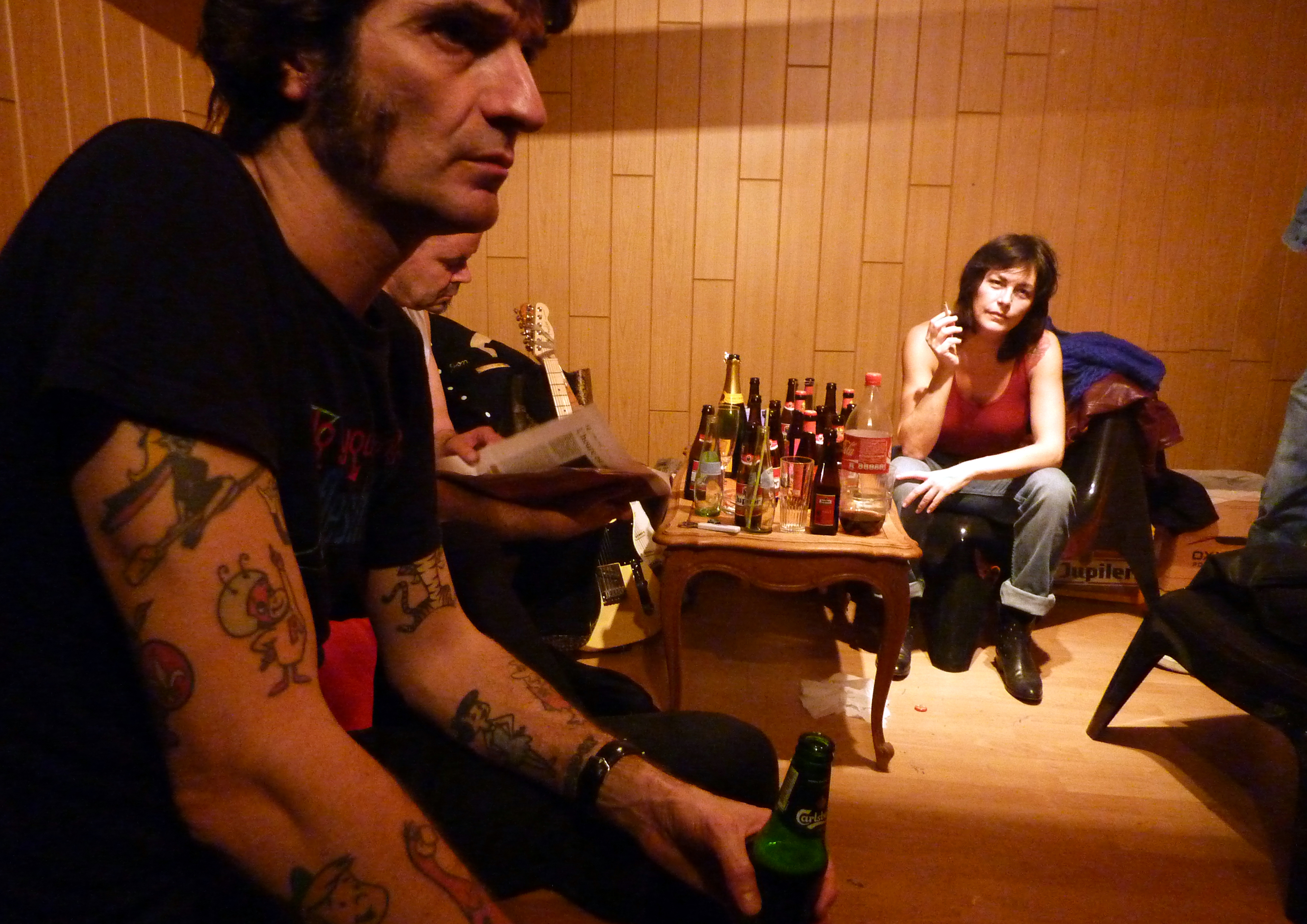
Lio con su grupo Phantom, en noviembre de 2009.

El 3 de noviembre de 2008 se publica una compilación Je garde quelques images... pour mes vies postérieures por sus treinta años de carrera.
En 2009, participó en el álbum colectivo homenaje a Boris Vian, On n'est pas là pour se faire engueuler !, en el que interpreta a Natacha chien-chien. El 18 de febrero de 2009, ella da un concierto único con Pascale Borel y Jérémie Lefebvre en el Zèbre de Belleville en París. En particular, interpreta nuevas canciones, incluyendo Un petit coup, que se publicó en 2014 como un lado b del sencillo Poupée pop, Les Choses Facile et Femme d'été , una canción que también se encontrará en un concierto acústico en TV5 en marzo de 2009. En el mismo año, se unió al grupo belga Phantom (con Jacques Duvall y Benjamin Schoos), con el que grabó un álbum de rock Phantom featuring Lio y ofrecieron varios conciertos en Francia y Bélgica, incluido uno el 25 de julio de 2010 en las Francofolies de Spa.

### Los años 2010
Desde marzo de 2007, Lio participa en la gira RFM Party 80 en todos los grandes salones de Francia, incluido el stade de France en 17 de mayo de 2008. En 2012, la gira de alrededor de sesenta fechas pasó por palais omnisports de Paris-Bercy en 22 de marzo. En Paris-Bercy, reanuda un dúo con su hija mayor, Nubia, un título de la banda Niagara (L'Amour à la plage).
En febrero de 2011, el programa belga Tout ça (ne nous rendra pas le Congo), le dedica un documental titulado Lio: un poison nommé Vanda.
Fue columnista en el programa presentado por Jean-Luc Lemoine en France 2, Le Bureau des plaintes y presenta la revista de la compañía Les Histoires d'A sur Jimmy.
En septiembre de 2011, deja París y se instala, con cinco de sus hijos, en Bruselas. Fue elegida para ser miembro del jurado de la edición belga de tele-crochet The Voice Belgium, cuya primera transmisión se transmite en RTBF en 20 de diciembre de 2011.
El 14 de febrero de 2013, presenta un extracto de un recital titulado Rouge, presentado por Caroline Loeb en el Théâtre La Bruyère en París. El programa declina en la canción el color rojo y lo que simboliza, evoca e inspira al cantante. Se publica un video promocional en Internet. Lamentablemente, el espectáculo no se verá por el día.
El 23 de junio de 2014, lanzó un nuevo sencillo Poupée pop, acompañado de un segundo título Un petit coup  compuesto por Jérémie Lefebvre. Un nuevo álbum debería haber sido lanzado en septiembre de 2014.
Lio participa en el espectáculo Du Côté de Chez Dave en Francia 3 en 6 de junio de 2015, programa dedicado a Alain Chamfort, con el que interpreta en vivo a Baby Lou.
El 31 de agosto de 2017, presentó, junto con el cantante Patrick Fiori, el espectáculo Les Copains d'abord : années 80 en France 2.
El 27 de marzo de 2018 aparece en la etiqueta de Discos Abarrotados el álbum Lio canta Caymmi, diseñado por Jacques Duvall, en el que Lio interpreta doce canciones (en francés y portugués) del cantante y compositor brasileño Dorival Caymmi.
En el otoño de 2018, participó en la novena temporada del espectáculo de Danse avec les stars en TF1, junto con el bailarín Christian Millette, y terminó octava posición. El mismo año, fue invitada a cantar su famoso éxito Banana Split en el álbum del grupo Les Fatals Picards.

## Carrera cinematográfica
En 1982, Lio interpretó el papel de Cenicienta en el clip de la canción homónima del grupo Téléphone .
Su primer papel le será ofrecido por Chantal Akerman, en 1983, en la película Los 80. Se reencontrarán en 1986 para los Golden Eighties.
Posteriormente, desde Marie Trintignant hasta Jacques Dutronc, pasando por Jean-Paul Belmondo o Michel Blanc (con quien convivirá durante algún tiempo), realizará una gira con una serie de actores conocidos o reconocidos, lo que le permitirá "mostrar este lado más serio que hay en ella". Será dirigido por Claude Lelouch, Jeanne Labrune, Catherine Breillat o Diane Kurys, directores que según ella, entienden este lado serio.
También juega en la película Itinéraire d'un enfant gâté de Claude Lelouch. Durante este período, ella nuevamente creó controversia al posar en Lui y Playboy.
Interpretó el papel de Maïte en 1993 en la película española La Madre muerta de Juanma Bajo Ulloa. Dos años más tarde, ella era Françoise en la película franco-española La Niña de tus sueños de Jesus R. Delgado.
Junto a Mathilde Seigner, Jean Dujardin y Miou-Miou, interpreta el papel de una mujer que rompe su vida matrimonial, en la película Mariages !, por Valérie Guignabodet, en 2004. En 2005, protagonizó la película Les Invisibles, de Thierry Jousse.
En 2010 interpretó junto a Michel Galabru en Un poison violent, de Katell Quillévéré.
Desempeñó su propio papel, en 2012, en Stars 80 de Frédéric Forestier. En 2013, interpretó a Rita, la esposa de Henri en la primera película Henri producida completamente por Yolande Moreau.

## Privacidad
Lio es madre de seis hijos: Nubia (nacida en 15 de septiembre de 1987), Igor (22 de noviembre de 1993), Esmeralda (la 16 de febrero de 1995), Garance y Léa (el 1 de mayo de 1999) y Diego (el 21 de mayo de 2003), nacido de cuatro padres diferentes.
A fines de la década de 1990, tuvo una aventura con el cantante francés Zad, quien la agredió. Ella presentó una denuncia contra él. Posteriormente, se involucró en la protección de mujeres maltratadas y habló de la difícil situación de las víctimas en su autobiografía Pop model.
Fue condecorada como Caballero de la Orden de la Corona en 2004.
En 2014, fue miembro del comité de apoyo para la candidatura de Anne Hidalgo a la alcaldía de París  .
Ella apoya la acción del grupo feminista Femen, para quien cantó en topless en 2018, en el décimo aniversario del movimiento.

## Discografía

### Álbumes de estudio
| - 1980: Lio - 1982: Suite sixtine (El álbum se reanuda en la cara A: cuatro títulos publicados anteriormente a 45 rpm con la adición en la cara B: seis adaptaciones inéditas en inglés de canciones del primer álbum) - 1983: Amour toujours - 1986: Pop model - 1988: Cancan - 1991: Des fleurs pour un caméléon - 1996: Wandatta | - 2000: Je suis comme ça - Lio chante Prévert - 2006: Dites au prince charmant - 2009: Phantom featuring Lio - 2018: Lio canta Caymmi |

### Álbumes grabados en público
- 2003: Cœur de rubis (grabación del recital Lio canta Prévert)
- 2004:  Le Bébé (grabación en CD de la obra de teatro realizada por Lio, adaptada de la novela de Marie Darrieussecq, y publicada en éditions des femmes, coll. « Bibliothèque des voix »)

### Compilaciones
| - 1982: Lio (compilación que muestra cuatro títulos opuestos A previamente publicados en single y que agrega, opuesto B, seis adaptaciones inéditas de canciones del primer álbum en inglés) - 1985: Best Of Lio - 1989: Les Plus Grands Succès de Lio | - 1995: Peste Of ! - 1998: Best Of Lio - 1999: Le Meilleur de Lio - 1999: Les Talents du siècle - 2005: Les Pop Songs (Best Of 1) - 2005: Les Ballades (Best Of 2) | - 2008: Hit Collection - 2008: Je garde quelques images... pour mes vies postérieures - 2011: Collection Référence 80 - 2016: Lio – Remix Discomix |

### Integral
- 2005: Pop Box - 25 Five Years in Pop. Integral 1980 / de 1996 con 7 CD remasterizado, 110 canciones, entre ellas 30 de bonificación y un DVD de 13 vídeos.

### Sencillos
| - 1979 : Le Banana split - 1980 : Sage comme une image - 1980 : Amoureux solitaires - 1981 : Amicalement vôtre - 1982 : Mona Lisa - 1983 : Zip a doo wah - 1983 : La Reine des pommes - 1984 : Tétéoù ? - 1986 : Les brunes comptent pas pour des prunes - 1986 : Fallait pas commencer - 1987 : Je casse tout ce que je touche | - 1987 : Chauffeur, suivez cette voiture - 1987 : La bamba - 1988 : Seules les filles pleurent - 1989 : Tu es formidable - 1990 : The Girl from Ipanema - 1991 : L'autre joue - 1995 : Banana split (Remix) - 1996 : Tristeza - 1996 : À la fête des animaux - 1998 : Je ne sais pas dire oui - 2000 : Je suis comme je suis | - 2000 : Chant Song - 2003 : La recette de l'amour - 2006 : Les hommes me vont si bien - 2007 : Les Matins de Paris (Teki Latex feat. Lio) - 2009 : Je ne suis pas encore prête - 2009 : Je ne veux que ton bien - 2010 : La veille de ma naissance - 2014 : Poupée Pop - 2018 : É doce morrer no mar (feat. Jacques Duvall) - 2018 : Banana Split (Les Fatals Picards feat. Lio) - 2020 : Basta |

### Participaciones
- 1987 : La bamba por Los Portos (L.N.A, Cacho & Lio)[8]
- 1988 : Cantan Francis Cabrel, Éditions Atlas : Lio se hace cargo de « Je pense encore à toi »
- 1989 : Pour toi Arménie
- 2009 : Boris Vian - On n'est pas là pour se faire engueuler !  : « Natacha Chien-Chien »
- 2018 : Les Fatals Picards reprennent Le Banana split, feat Lio.

## Vidéografia
- 1987 : Lio nous fait une scène - Olympia 1987 (VHS)

## Moda: estilista y modelo
Lio posó para muchos grandes fotógrafos de moda: en 1988 posó para Guy Bourdin, quien la puso en fotos por el tema de él celebrando su 25 cumpleaños. Ella quería elegirlos y rechazó muchas propuestas. Entonces, aceptó posar para Pierre y Gilles , Jean-Baptiste Mondino y Philippe Robert. Su retrato de Pierre y Gilles La Madone au coeur blessé (1991) es su imagen más cara. Sus fotos en Lionel Cros por Philippe Robert han aparecido en dos números de la revista Max.(1991) La cantante también le confió al fotógrafo una campaña de su línea de ropa para Prisunic. Ella habla sobre sus colaboraciones con estos fotógrafos en su autobiografía Pop Model, que también contiene la reproducción de algunas fotos de estos fotógrafos.
En 2012, prestó su imagen a una campaña de la Cruz Roja Belga para la que fue patrocinadora. Aparece allí con un vestido del modisto belga Édouard Vermeulen compuesto por vendas y tiritas.

## Teatro
Lio comienza en el teatro el 26 de febrero de 2004 en la obra Le Bébé, adaptada y dirigida por Marc Goldberg en el Vingtième Théâtre, basada en la novela homónima de Marie Darrieussecq.
Incluye extractos de la novela que se lee para el festival "Terre de parole" en 1 st de abril del año 2016 en Saint-Nicolas d'Aliermont.

## Filmografía

### Cine
| - 1983 : Les Années 80 de Chantal Akerman : Mado - 1985 : Elsa, Elsa de Didier Haudepin : Elsa 1 - 1986 : Golden Eighties de Chantal Akerman : Mado - 1988 : Itinéraire d'un enfant gâté de Claude Lelouch : Yvette - 1989 : Chambre à part de Jacky Cukier : Marie - 1990 : Sale comme un ange de Catherine Breillat : Barbara Théron - 1990 : Jalousie de Kathleen Fonmarty : Camille - 1992 : Après l'amour de Diane Kurys : Marianne - 1992 : Sans un cri de Jeanne Labrune : Anne - 1993 : La Madre muerta de Juanma Bajo Ulloa : Maite - 1994 : Personne ne m'aime de Marion Vernoux : Marie - 1995 : La Niña de tus sueños de Jesus R. Delgado : Françoise - 1995 : Dieu, l'amant de ma mère et le fils du charcutier d'Aline Issermann : Gabrielle - 1997 : Peccato de Manuel Gómez : Accidia | - 2001 : Carnages de Delphine Gleize : Betty - 2004 : Mariages ! de Valérie Guignabodet : Micky - 2005 : Les Invisibles de Thierry Jousse : Carole Stevens - 2007 : Pas douce de Jeanne Waltz : Eugénia - 2007 : Une vieille maîtresse de Catherine Breillat : la chanteuse - 2008 : Le Prince de ce monde de Manuel Gomez : Florence - 2010 : La Robe du soir de Myriam Aziza : Hélène Solenska - 2010 : Un poison violent de Katell Quillévéré : Jeanne - 2012 : Stars 80 de Frédéric Forestier : elle-même - 2013 : Henri de Yolande Moreau : la femme d'Henri - 2015 : Belgian Disaster de Patrick Glotz : Marie-Claire - 2017 : Stars 80, la suite de Thomas Langmann : elle-même - 2017 : Les Onironautes de Zivanovic Mathias (court-métrage) : la mère du Matelot |

### Televisión
| - 1994 : Ne m'appelez pas ma petite de Jean Becker : Jennifer - 1998 : Micro Climat de Marc Simenon : Brigitte - 2003 : C'est la vie, camarade ! de Bernard Uzan : Charlène - 2003 : Colette, une femme libre de Nadine Trintignant (mini série) : Marguerite Moreno - 2006 : Intime conviction, saison 1 épisode L'Affaire Lio (série tv) : l'accusée - 2006 : Alice Nevers, le juge est une femme, saison 5 - épisode 4 Cas de conscience d'Éric Summer (série tv) : Louise Delcourt - 2007 : Mystère de Didier Albert (mini série) : Michèle Costa - 2007 : Notable, donc coupable de Francis Girod et Dominique Baron : Cynthia | - 2008 : Rien dans les poches de Marion Vernoux : Nicole Manikowski - 2011 : Le Temps du silence de Franck Appréderis : la chanteuse - 2011 : À dix minutes de nulle part d'Arnauld Mercadier : Marie - 2011 : Rani, trois épisodes d'Arnaud Sélignac (série tv) : Madame Rose - 2013 : Tiger Lily, 4 femmes dans la vie de Benoît Cohen (mini série) : Muriel - 2013 : Nos chers voisins, saison 2 épisode 150 Avis de tempête (série tv) : Céline - 2015 : Le Sang de la vigne, épisode Un coup de rosé bien frappé de Régis Musset (série tv) : Angèle Marcarol - 2019 : Le Voyageur : La Permission de minuit : Anne Farou |

### Doblaje
- 1992 : Goldie Pheasant dans Rock-o-rico (Dessin animé)

### Apariciones en televisión
| - 1995 : Drôle de Noël pour Jeremy (TF1) : comédienne, prime de Noël pour Disney - 2003-2004 : Lola (Arte) : présentatrice - 2005 : Cultissimo (puis Cultissime), coprésenté avec Olivier Minne (France 2) - 2006 : Tout pour la musik, coprésenté avec Arnaud Delbarre (France 3 Nord-Pas-De-Calais) - 2008-2010 : Nouvelle Star saisons 6, 7 et 8, présenté par Virginie Effira puis Virginie Guilhaume : jury (M6) | - 2009 : Geekdom animatrice sur Scifi - 2010-2011 : Le bureau des plaintes, présenté par Jean-Luc Lemoine, chroniqueuse (France 2) - 2011 : Histoires d'A (Jimmy) : présentatrice - 2011-2012 : The voice Belgique (saison 1), jury (La une) - 2017 : Les copains d'abord : Années 80, coprésenté avec Patrick Fiori (France 2) - 2018 : Danse avec les stars : candidate (TF1) - 2019 : Mask Singer : candidate (Hippocampe) (TF1) |